# Appenzell Ausser-Rhoden
Appenzell Ausser-Rhoden (en alemany Appenzell Ausserrhoden, en francès Appenzell Rhodes-Extérieures, en italià Appenzello Esterno) és un cantó de Suïssa. Limita al sud amb Appenzell Inner-Rhoden i és envoltat pel cantó de Sankt Gallen. Herisau n'és la capital administrativa, mentre que Trogen la judicial.

## Districtes
El cantó d'Appenzell era dividit en districtes (Bezirke) que no són reconeguts oficialment:
- Hinterland - 136 km², municipis: Herisau (capital), Hundwil, Schönengrund, Schwellbrunn, Stein AR, Urnäsch, Waldstatt
- Mittelland - 60 km², municipis: Bühler, Gais, Speicher, Teufen AR (capital), Trogen
- Vorderland - 46 km², municipalities: Grub AR, Heiden (capital), Lutzenberg, Rehetobel, Reute AR, Wald, Walzenhausen, Wolfhalden.

## Municipis
Els 20 municipis (Einwohnergemeinden) del cantó són:
| - Urnäsch - Herisau - Schwellbrunn - Hundwil - Stein - Schönengrund - Waldstatt - Teufen - Bühler - Gais | - Speicher - Trogen - Rehetobel - Wald - Grub - Heiden - Wolfhalden - Lutzenberg - Walzenhausen - Reute |

## Història
Els primers assentaments daten dels segles vii i viii, al llarg del riu Glatt. El 907 Herisaues esmenada per primer cop i el cantó d'Appenzell (abbatis cella) ho és el 1071.
El 1513 els territoris d'Appenzell s'uniren a la Confederació Helvètica com al 13è cantó. El 1597 el cantó es dividí per qüestions religioses. D'una part, Appenzell Ausser Rhoden (Protestant) i de l'altra Appenzell Inner-Rhoden (catòlic).
A partir del segle xvi, tornà l'estabilitat, la producció de lli i es diversificà la producció de brodats i filats de teixits. La indústria tèxtil va decaure entre 1920 i 1939.
En 1834 el cantó adoptà la primera constitució, que fou reformada el 1876 i el 1908. La construcció de les nombroses línies ferroviàries entre 1875 i 1913 ajudà la indústria local i la població va créixer a un màxim de 57.973 persones el 1910 (comparades amb les 53.200 del 2001).
En 1934, Johannes Baumann fou el primer ciutadà d'Appenzell Ausser-Rhoden nomenat Conseller Federal de la Confederació. El sufragi universal femení no fou introduït fins al 1972 a nivell local, però només en 1989 a nivell cantonal. En 1994, per primer cop dues dones foren elegides membre del govern. L'assemblea pública (Landsgemeinde) fou abolida el 1997.